# Кадлубець
Кадлубець (пол. Kadłubiec, нім. Kadlubietz, 1936-45: Annatal) — село в Польщі, у гміні Лесьниця Стшелецького повіту Опольського воєводства.
Населення — 403 особи (2011).
У 1975-1998 роках село належало до Опольського воєводства.

## Демографія
Демографічна структура станом на 31 березня 2011 року:
|          | Загалом | Допрацездатний вік | Працездатний вік | Постпрацездатний вік |
| -------- | ------- | ------------------ | ---------------- | -------------------- |
| Чоловіки | 190     | 33                 | 132              | 25                   |
| Жінки    | 213     | 29                 | 130              | 54                   |
| Разом    | 403     | 62                 | 262              | 79                   |